# Jacint Borràs i Manuel
Jacint Borràs i Manuel (Barcelona, 20 de juliol de 1933 - l'Hospitalet de Llobregat, 11 de setembre de 2017) va ser un empresari, polític i dirigent esportiu català. Va formar part de l'assemblea fundadora de Convergència Democràtica de Catalunya i en va arribar a ser el president durant la fase d'hibernació, després de la fundació del Partit Demòcrata el 2016.
Va formar part de la directiva del Futbol Club Barcelona en dues etapes, durant els anys setanta amb Agustí Montal i de nou el 2007 amb Joan Laporta, on va ser president del Barça Atlètic. També va ser regidor de l'Hospitalet de Llobregat i dirigent territorial de CDC en aquest municipi. Era pare de la també política Meritxell Borràs.
L'any 2010, com a integrant de la darrera junta Laporta, va patir les conseqüències de l'acció social de responsabilitat impulsada per la junta guanyadora de les eleccions de 2010, presidida per Sandro Rosell, en la que es reclamaven més de 47 milions d'euros a la junta sortint. L'octubre de 2014, la justícia va desestimar la demanda. El recurs d'apel·lació presentat pel FC Barcelona va ser desestimat definitivament el maig de 2017.
Borràs, com a membre de la junta presidida per Agustí Montal, va impulsar la introducció del català al Camp Nou. El setembre de 1972, durant el transcurs d'un partit entre el Barça i el Depor es va sentir per primera vegada un missatge en català per la megafonia de l'estadi: «S'ha perdut un nen a l'estadi. Es troba a la porta principal de tribuna». Cap nen es va perdre aquell dia al Camp Nou. Tot era una estratègia del club perquè a l'estadi es pogués sentir la llengua catalana pels seus altaveus. Això va durar fins que el ministre de governació, Tomás Garicano Goñi, ho va prohibir. Fins a l'agost de 1975 no es va tornar a sentir el català a la megafonia de l'estadi.
Jacint Borràs, com a opositor a la política esportiva del president Josep Lluís Núñez, va crear, confeccionar i penjar a l'estadi, amb la col·laboració de Jaume Rosell, dues pancartes que han passat a la història del FC Barcelona: «Maria Lluïsa, porta'l al cine» i «Maria Lluïsa, deixa'l plegar». Missatges dirigits a l'esposa del president Núñez.
L'any 1975, Jacint Borràs va aconseguir que entressin senyeres al Camp Nou per primera vegada després de la guerra civil espanyola. Senyeres confeccionades prèviament amb l'ajut de tota la família. També van confeccionar la senyera gegant que es va posar davant de la llotja el primer dia que el president Tarradellas va assistir a l'estadi.